# Kristian Hindhede

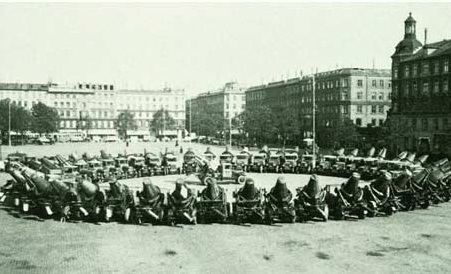
Betonglastbilar från Kristian Hindhedes företag A/S De danske Betonfabrikker på Grønttorvet (nuvarande Israels Plads) vid Nørreport i Köpenhamn 1931

Kristian Hindhede, född 19 augusti 1891, död 8 januari 1969, var en dansk civilingenjör och industriman. Han var son till läkaren och näringsforskaren Mikkel Hindhede.
På 1920-talet började Kristian Hindhede använda betonglastbilar, lastbilar med roterande betongblandare, och beskrivs som uppfinnaren av detta fordon i Kraks Blå Bog. En liknande patentansökan från Stephen Stepanian registrerades i USA 1916, men avslogs 1919.
Kristian Hindhedes företag A/S De danske Betonfabrikker (senare KH Beton) utvecklades till Unicon A/S, Skandinaviens största leverantör av fabriksbetong.
En betonglastbil från KH Beton finns bevarad på Danmarks Tekniska Museum i Helsingör.